# Old North Bridge
Die North Bridge, im allgemeinen Sprachgebrauch häufig als Old North Bridge bezeichnet, ist eine hölzerne Jochbrücke in Concord im Bundesstaat Massachusetts der Vereinigten Staaten. Sie überspannt den Concord River 0,5 mi (0,8 km) nordöstlich des Punkts, an dem er als Zusammenfluss des Assabet River und des Sudbury River beginnt, und kann heute noch von Fußgängern benutzt werden.
Das aktuelle Bauwerk ist ein aus dem Jahr 1956 stammender Nachbau des um 1760 errichteten Originals und wurde zuletzt 2005 restauriert. Die Brücke ist Teil des vom National Park Service verwalteten Minute Man National Historical Park.

## Historische Bedeutung
1775 besetzten jeweils fünf Kompanien von Minutemen und anderen Milizen gemeinsam mit weiteren Männern den als Punkatasset Hill bekannten Hügel in der Nähe der Brücke. Sie empfingen mit insgesamt etwa 400 Männern einen ca. 95 Mann starken britischen Infanterieverband unter Captain Walter Laurie. Dieses war das zweite Gefecht im Amerikanischen Unabhängigkeitskrieg.

## Die Brücke und nahegelegene Denkmale

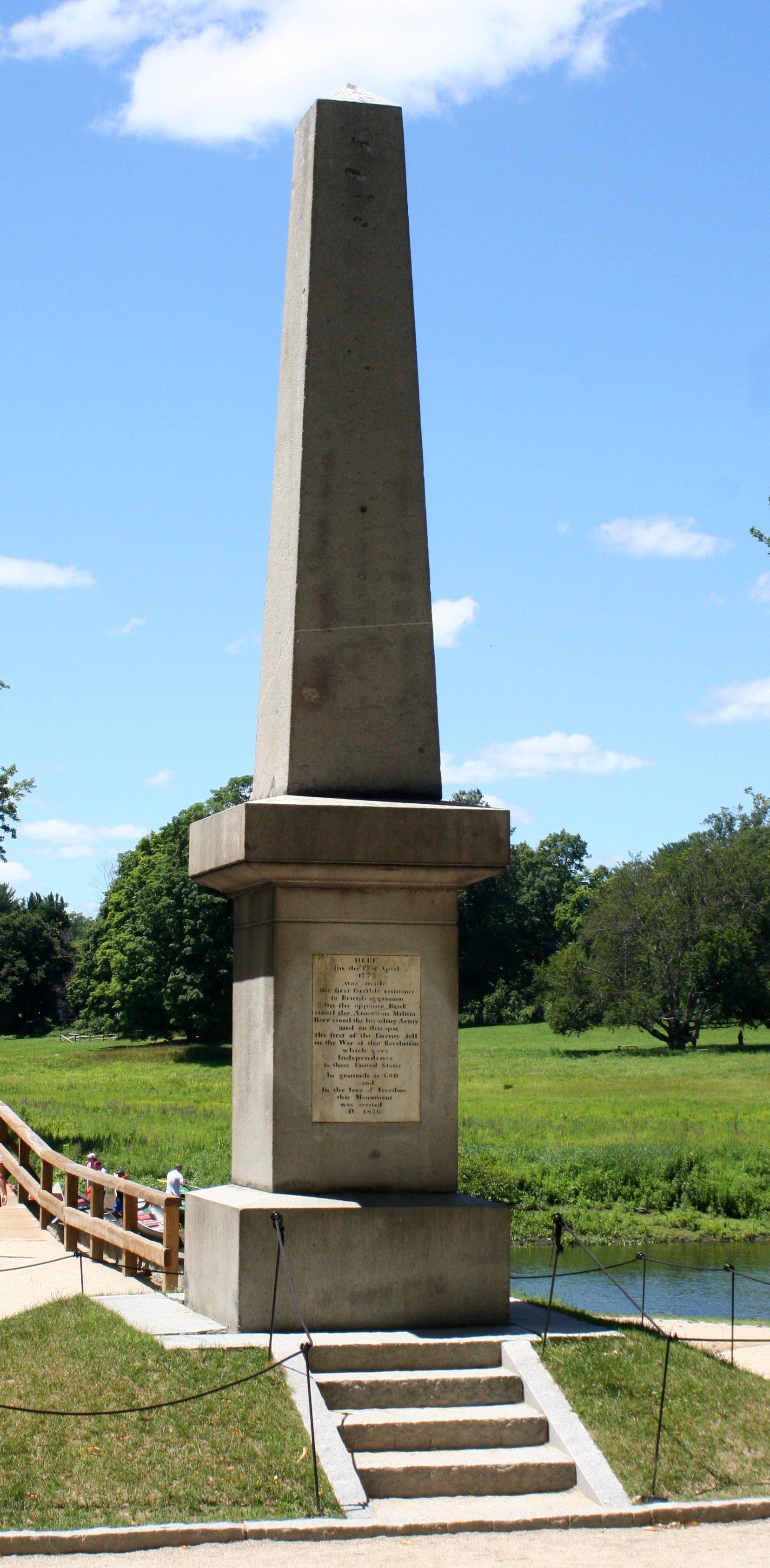
Obelisk-Denkmal am Ostufer der Brücke

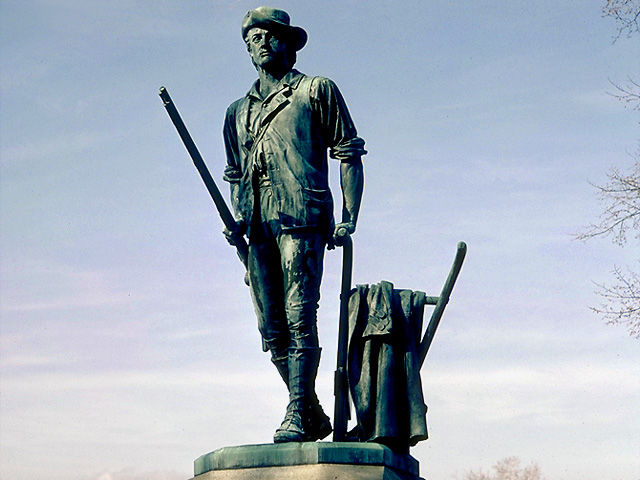
Die Statue Minute Man von Daniel Chester French steht am Westufer der Brücke.

### Brücke
Die erste, 1760 errichtete Brücke wurde 1793 von Concords Stadtverwaltung abgerissen und einige hundert Yards entfernt neu gebaut. Es folgten in den Jahren 1875, 1889 und 1909 weitere Neubauten, die schließlich 1956 durch den heute noch stehenden, auf den Originalplänen basierenden Nachbau ersetzt wurden. 2005 wurde die Brücke umfassend restauriert.

### Obelisk-Denkmal (1836)
Als im Jahr 1836 an dieser Stelle keine Brücke stand, errichteten die Einwohner von Concord am Ostufer des Flusses ein Denkmal in Form eines Obelisken. Auf der Ostseite steht folgende Inschrift:

„HERE On the 19 of April, 1775, was made the first forcible resistance to British aggression[.] On the opposite Bank stood the American Militia[.] Here stood the Invading Army and on this spot the first of the Enemy fell in the War of that Revolution which gave Independence to these United States[.] In gratitude to GOD and In the love of Freedom this Monument was erected AD. 1836.“

„Am 19. April 1775 kam es an dieser Stelle zum ersten gewaltsamen Widerstand gegen die britische Aggression. Am gegenüberliegenden Ufer standen die amerikanischen Milizen. Hier stand die Armee der Invasoren, und an dieser Stelle fiel der erste Feind im Krieg dieser Revolution, die den Vereinigten Staaten ihre Unabhängigkeit gab. In Dankbarkeit an Gott und in Liebe zur Freiheit wurde dieses Denkmal 1836 n. Chr. errichtet.“

Am 4. Juli 1837, dem Unabhängigkeitstag der Vereinigten Staaten, wurde das Denkmal eingeweiht. Zu diesem Anlass schrieb Ralph Waldo Emerson seine Concord Hymn, deren erste Strophe lautet:

„By the rude bridge that arched the flood,

Their flag to April's breeze unfurled,

Here once the embattled farmers stood

And fired the shot heard 'round the world.“

### Statuen-Denkmal (1875)
Die erste Strophe der Concord Hymn ist in den 7 ft (2,1 m) hohen Granit-Sockel der von Daniel Chester French geschaffenen Statue Minute Man eingraviert. Sie wurde in Chicopee aus sieben Kanonen aus dem Sezessionskrieg gegossen, die der Kongress der Vereinigten Staaten für das Projekt zur Verfügung stellte. Die Statue wurde gemeinsam mit der 1875 neu errichteten Brücke anlässlich der Hundertjahrfeier des Gefechts am 19. April 1875 eingeweiht.

### Grabstätte britischer Soldaten
Der US-amerikanische Dichter James Russell Lowell schrieb 1849 das Gedicht Lines über die Gräber von zwei der drei an der Brücke gefallenen britischen Soldaten. Das Grab befindet sich an einem Steinwall am östlichen Ende der Brücke und ist mit einer Gedenkplakette markiert, die einige Zeilen aus Lowells Gedicht rezitiert.

## Umgebung der Brücke
Zu den natürlichen Landmarken in der Nähe der Brücke zählt der Egg Rock 0,5 mi (0,8 km) flussaufwärts, wo der Assabet River sich mit dem Sudbury River zum Concord River vereinigt. 0,7 mi (1,1 km) flussabwärts beginnt das Schutzgebiet Great Meadows National Wildlife Refuge, das in ganz Neuengland als besonders gut geeignetes Gebiet zur Vogelbeobachtung bekannt ist. Nordwestlich der Brücke liegt der Punkatasset Hill, von wo aus die kolonialen Milizen die britischen Truppen an der Brücke beobachteten. Die Brücke steht in unmittelbarer Nachbarschaft zum 1.200 Acres (4,9 km²) großen Waldgebiet Estabrook Woods, in dem sich Henry David Thoreau gerne aufhielt.
1911 errichtete Stedman Buttrick, ein Ur-Ur-Urenkel von Major John Buttrick, der einen Teil der kolonialen Truppen an der Brücke anführte, in der Nähe ein Wohnhaus. Dieses erwarb 1962 der National Park Service von der Familie und wandelte es in ein Besucherzentrum mit Büroflächen um.
In direkter Nachbarschaft zur Brücke befindet sich das Haus Old Manse, in dem Emerson zeitweise aufwuchs und wo später Nathaniel Hawthorne wohnte.